# Sidonie Dumas
Pour les articles homonymes, voir Dumas.
Sidonie Dumas, née Seydoux Fornier de Clausonne le 28 avril 1967 à Boulogne-Billancourt, est une productrice française. Fille de Nicolas Seydoux, elle est directrice générale de Gaumont depuis 2004 et actionnaire majoritaire (à travers la holding familiale Ciné Par depuis 2017.

## Biographie
Fille de l'homme d'affaires Nicolas Seydoux, président du conseil d'administration de Gaumont, et nièce de Jérôme Seydoux, co-président du groupe Pathé, Sidonie Seydoux Fornier de Clausonne est une des héritières de la dynastie industrielle et banquière protestante Schlumberger,.
Diplômée d'un DEUG en droit de l'université Paris II, Sidonie Dumas rencontre le réalisateur Luc Besson sur le tournage du film Le Grand Bleu, coproduit par Gaumont, en 1987. Elle effectue son premier stage l'année suivante dans la société de production du réalisateur, Les Films du Loup, et travaille notamment sur le tournage d'Atlantis.
Après un stage aux acquisitions et à la production chez Warner Bros. à Los Angeles, elle revient en Europe sur la post-synchronisation du film Le Voyage du capitaine Fracasse d'Ettore Scola, puis travaille sur la mise en scène des Clefs du paradis de Philippe de Broca. En 1991, elle entre chez Gaumont comme responsable de l'accueil des projets.
Sidonie Dumas coproduit son premier film pour Gaumont en 1998 avec Mille bornes d'Alain Beigel. En 2001, elle devient directrice de Gaumont Production puis présidente du directoire de Gaumont en 2004, sous la direction du conseil de surveillance présidée par Nicolas Seydoux. Elle supervise alors la production, les relations publiques, les archives et le musée de la société.
En 2010, à la suite d'un changement du mode de direction, elle est nommée vice-présidente du conseil d'administration et directrice générale de Gaumont. En 2017, Nicolas Seydoux transmet la nue-propriété de ses actions de Ciné Par, holding familiale détenant sa participation dans Gaumont, à ses filles Sidonie Dumas et Pénélope Seydoux (d). À sa disparition, Sidonie Dumas sera nommée présidente du conseil d'administration de Gaumont.

## Autres fonctions
- Administratrice de la Cinémathèque française depuis 2012 ;
- Administratrice du Forum des images depuis 2014 ;
- Membre du conseil d'administration du Festival de Cannes depuis 2021 ;
- Membre du conseil d'administration de Canneseries depuis 2021 ;
- Membre du conseil d'administration du Musée de l'Académie des Oscars depuis 2018 ;
- Présidente de l'Association des producteurs indépendants (API) depuis 2015 ;
- Présidente du Bureau de liaison des industries cinématographiques (BLIC) pour l'année 2023 ;
- Présidente de GP Archives depuis 2016.

Elle fut également administratrice du groupe Havas de 2016 à 2019, membre du conseil de surveillance de la banque Neuflize OBC de 2013 à 2022 et membre du comité de direction des Cinémas Gaumont Pathé de 2004 à 2017.

## Vie privée
Sidonie Dumas fut mariée au promoteur Laurent Dumas entre 1995 et 2006. Elle est mère de deux enfants, Thaïs et Anatole, nés en 2000.
En 2023, le magazine Challenges estime la fortune de Sidonie Dumas et sa famille à 275 millions d'euros, soit la 448e de France. Elle était valorisée à 425 millions d'euros en 2018, après la vente de sa participation dans Les Cinémas Gaumont Pathé.

## Filmographie

### Productrice
- 2003 : Père et Fils
- 2004 : Qui perd gagne !
- 2005 : Virgil
- 2009 : Le Dernier Vol
- 2010 : Le Caméléon
- 2010 : Twelve
- 2012 : Comme un chef
- 2013 : En solitaire
- 2014 : Libre et assoupi
- 2014 : Mea Culpa
- 2014 : Le Temps des aveux
- 2014 : Hôtel de la plage (série TV)
- 2015 : Toute Première Fois
- 2015 : La Résistance de l'air
- 2015 : Connasse, princesse des cœurs
- 2015 : On voulait tout casser
- 2015 : L'Hermine
- 2015 : Vicky
- 2016 : Un homme à la hauteur de Laurent Tirard
- 2016 : Les Visiteurs : La Révolution
- 2016 : Un petit boulot
- 2016 : Le Cœur en braille
- 2016 : Arès
- 2016 : Hibou de Ramzy Bedia
- 2016 : The Neon Demon
- 2017 : Demain et tous les autres jours
- 2017 : Maryline
- 2017 : Glacé (série TV) de Laurent Herbiet
- 2018 : Tout le monde debout
- 2018 : Monsieur je-sais-tout
- 2018 : Volontaire
- 2018 : Un homme pressé
- 2019 : Edmond
- 2019 : Ibiza
- 2019 : Trois Jours et une vie
- 2020 : Je suis là
- 2020 : Papi Sitter
- 2020 : Tout simplement noir
- 2020 : Bronx de Olivier Marchal
- 2020 : Aline de Valérie Lemercier
- 2021 : Illusions perdues de Xavier Giannoli
- 2022 : Les Vedettes de Jonathan Barré
- 2022 : Rumba la vie de Franck Dubosc
- 2022 : J'adore ce que vous faites
- 2022 : Menteur d'Olivier Baroux
- 2022 : Overdose d'Olivier Marchal
- 2022 : Belle et Sébastien : Nouvelle Génération
- 2022 : Couleurs de l’incendie de Clovis Cornillac
- 2022 : Neneh Superstar
- 2023 : Un homme heureux de Tristan Séguéla
- 2023 : Voleuses de Mélanie Laurent
- 2023 : Noël Joyeux de Clément Michel
- 2023 : Une affaire d'honneur de Vincent Pérez
- 2023 : Pamela Rose, la série (série TV)
- 2023 : Pax Massilia (série TV)
- 2023 : Hors saison de Stéphane Brizé
- 2024 : Chien et chat de Reem Kherici
- 2024 : Presque légal de Max Mauroux
- 2024 : C’est le monde à l’envers ! de Nicolas Vanier
- 2024 : À toute allure
- 2024 : Un ours dans le Jura de Franck Dubosc
- 2025 : Bastion 36 d'Olivier Marchal
- 2025 : Ma mère, Dieu et Sylvie Vartan de Ken Scott
- 2025 : Moon le panda de Gilles de Maistre
- 2025 : Le Grand Déplacement de Jean-Pascal Zadi

### Productrice associée
- 2006 : OSS 117 : Le Caire, nid d'espions
- 2008 : JCVD
- 2013 : Only God Forgives
- 2013 : L'Extravagant Voyage du jeune et prodigieux T. S. Spivet
- 2013 : Hannibal (série TV)
- 2013 : Hemlock Grove (série TV)
- 2014 : Interventions (série TV)
- 2015 : Narcos (série TV)
- 2017 : Patients
- 2017 : L'Art du crime (série TV)
- 2018 : Narcos: Mexico (série TV)
- 2019 : La Vie scolaire

## Décorations
- Officière de la Légion d'honneur (2023), chevalière en 2013[10]
- Commandeur de l'ordre des Arts et des Lettres (2021)[11]